# New York Knicks 2007-2008
La stagione 2007-08 dei New York Knicks fu la 59ª nella NBA per la franchigia.
I New York Knicks arrivarono quinti nella Atlantic Division della Eastern Conference con un record di 23-59, non qualificandosi per i play-off.

## Roster
| N° | Naz.                   | Ruolo | Sportivo           | Anno | Alt. | Peso |
| -- | ---------------------- | ----- | ------------------ | ---- | ---- | ---- |
| 2  | Stati Uniti (bandiera) | GA    | Fred Jones         | 1979 | 193  | 95   |
| 3  | Stati Uniti (bandiera) | G     | Stephon Marbury    | 1977 | 188  | 82   |
| 4  | Stati Uniti (bandiera) | G     | Nate Robinson      | 1984 | 175  | 82   |
| 5  | Stati Uniti (bandiera) | C     | Randolph Morris    | 1986 | 208  | 121  |
| 11 | Stati Uniti (bandiera) | G     | Jamal Crawford     | 1980 | 198  | 84   |
| 13 | Stati Uniti (bandiera) | C     | Jerome James       | 1975 | 213  | 136  |
| 20 | Stati Uniti (bandiera) | A     | Jared Jeffries     | 1981 | 211  | 104  |
| 21 | Stati Uniti (bandiera) | A     | Wilson Chandler    | 1987 | 203  | 100  |
| 23 | Stati Uniti (bandiera) | G     | Quentin Richardson | 1980 | 198  | 101  |
| 25 | Stati Uniti (bandiera) | G     | Mardy Collins      | 1984 | 198  | 100  |
| 31 | Stati Uniti (bandiera) | A     | Malik Rose         | 1974 | 201  | 113  |
| 32 | Stati Uniti (bandiera) | A     | Renaldo Balkman    | 1984 | 203  | 94   |
| 34 | Stati Uniti (bandiera) | C     | Eddy Curry         | 1982 | 211  | 129  |
| 42 | Stati Uniti (bandiera) | A     | David Lee          | 1983 | 206  | 113  |
| 50 | Stati Uniti (bandiera) | A     | Zach Randolph      | 1981 | 206  | 115  |

## Staff tecnico
- Allenatore: Isiah Thomas
- Vice-allenatori: Mark Aguirre, George Glymph, Dave Hanners, Herb Williams, Brendan Suhr
- Vice-allenatore per lo sviluppo dei giocatori: Greg Brittenham
- Preparatore atletico: Roger Hinds
- Assistente preparatore: Anthony Goenaga